# Die perfekte Schwester
Die perfekte Schwester (Originaltitel: The Better Sister) ist eine US-amerikanische Thriller-Miniserie von Olivia Milch und Craig Gillespie mit Jessica Biel und Elizabeth Banks und wurde am 29. Mai 2025 beim Streamingdienst Prime Video veröffentlicht.

## Handlung
Chloe scheint als erfolgreiche Chefredakteurin eines angesehenen Magazins ein perfektes Leben an der Seite ihres Mann Adam, einem Anwalt, und ihrem gemeinsamen Sohn Ethan zu führen. Als Adam brutal ermordet wird, gerät Chloes Leben komplett aus den Fugen. Dazu taucht auch noch ihre Schwester Nicky auf, die durch eine jahrelange Alkoholsucht gezeichnet ist, aufgrund dessen sie seit Jahren keinen Kontakt zur Familie hatte. Während die Polizei den Kreis der Verdächtigen versucht enger zu ziehen, werden lang vergrabene Geheimnisse offenbart und die Schwestern werden mit ihrer gemeinsamen Vergangenheit konfrontiert.

## Besetzung und Synchronisation
Die deutschsprachige Fassung entstand durch die VSI Synchron GmbH in Berlin unter der Dialogregie sowie den Dialogbüchern von Bianca Krahl (Episoden 1–4) und von Kim Hasper (Episoden 5–8).
| Rollenname          | Schauspieler         | Folgen               | Synchronsprecher  |
| ------------------- | -------------------- | -------------------- | ----------------- |
| Chloe Taylor        | Jessica Biel         | 1.01–1.08            | Gundi Eberhard    |
| Nicky Macintosh     | Elizabeth Banks      | 1.01–1.08            | Cathlen Gawlich   |
| Adam Macintosh      | Corey Stoll          | 1.01–1.08            | Jaron Löwenberg   |
| Nancy „Nan“ Guidry  | Kim Dickens          | 1.01–1.08            | Katrin Zimmermann |
| Ethan Macintosh     | Maxwell Acee Donovan | 1.01–1.08            | Finn Posthumus    |
| Matt Bowen          | Bobby Naderi         | 1.01–1.08            | Tobias Nath       |
| Jake Rodriguez      | Gabriel Sloyer       | 1.01–1.08            | Johannes Raspe    |
| Bill Braddock       | Matthew Modine       | 1.01–1.08            | Matthias Klie     |
| Catherine Lancaster | Lorraine Toussaint   | 1.01–1.08            | Martina Treger    |
| Michelle Sanders    | Gloria Reuben        | 1.01–1.08            | Daniela Hoffmann  |
| Doorman Arty        | Michael J. Harney    | 1.01–1.05, 1.07–1.08 | Erich Räuker      |

## Produktion und Veröffentlichung
Es handelt sich bei der Serie um eine Adaption des gleichnamigen Romans von Alafair Burke aus dem Jahr 2019.
Die Serie ist eine Koproduktion von Tomorrow Studios und Amazon MGM Studios. Craig Gillespie führt Regie und ist zusammen mit Annie Marter ausführender Produzent durch die Produktionsfirma Fortunate Jack Productions. Des Weiteren wird die Serie von Brownstone Productions mitproduziert, für die Hauptdarstellerin Elizabeth Banks als Co-Produzentin fungiert, während die zweite Hauptdarstellerin Jessica Biel neben Michelle Purple als Co-Produzentin durch Iron Ocean Films beteiligt ist.
Gedreht wurde von Juni bis Oktober 2024 in New York City.
Am 29. Mai 2025 wurden alle acht Episoden der Serie weltweit bei Prime Video veröffentlicht.

## Episodenliste
| Nr. (ges.) | Nr. (St.) | Deutscher Titel   | Originaltitel          | Erstveröffentlichung USA | Deutschsprachige Erstveröffentlichung (D/A/CH) | Regie           | Drehbuch                           |
| ---------- | --------- | ----------------- | ---------------------- | ------------------------ | ---------------------------------------------- | --------------- | ---------------------------------- |
| 1          | 1         | Meine Schwester   | She’s My Sister        | 29. Mai 2025             | 29. Mai 2025                                   | Craig Gillespie | Olivia Milch                       |
| 2          | 2         | Eine Menge Himmel | Lotta Sky              | 29. Mai 2025             | 29. Mai 2025                                   | Leslie Hope     | Regina Corrado                     |
| 3          | 3         | Witwe im Anflug   | Incoming Window        | 29. Mai 2025             | 29. Mai 2025                                   | Leslie Hope     | Ariel Doctoroff                    |
| 4          | 4         | Gazpacho          | Gazpacho               | 29. Mai 2025             | 29. Mai 2025                                   | Azazel Jacobs   | Brittany Dushame & Lauren Stremmel |
| 5          | 5         | Frag einfach      | Just Ask               | 29. Mai 2025             | 29. Mai 2025                                   | Dawn Wilkinson  | Regina Corrado                     |
| 6          | 6         | Geheimniskrämerei | Steadying Hand         | 29. Mai 2025             | 29. Mai 2025                                   | Dawn Wilkinson  | Olivia Milch                       |
| 7          | 7         | Jagdtrieb         | Back from Red          | 29. Mai 2025             | 29. Mai 2025                                   | Stephanie Laing | Regina Corrado                     |
| 8          | 8         | Eine andere Welt  | They’re in Their World | 29. Mai 2025             | 29. Mai 2025                                   | Stephanie Laing | Olivia Milch                       |

## Rezeption
Nach der Veröffentlichung bei Prime Video stieg die Serie innerhalb des Streaming-Anbieters direkt auf den ersten Platz der eigenen Charts ein.
Für krone.at schreibt Jasmin Gaderer in einer Kritik, dass man sich von Craig Gillespie mehr Kreativität erwartet hätte. Die perfekte Schwester sei eine auf Hochglanz gebürstete Thrillerserie, die sich anfangs als Krimi tarnt und tatsächlich in dunkle Familiengeheimnisse eintauchen will. Doch das sei nichts, was man nicht schon gesehen hätte. Die schauspielerischen Leistungen blieben in Mittelmäßigkeit stecken, lediglich Elizabeth Banks bringe mehr Schichten ein.
R. L. Bonin meint in einer Kritik für fernsehserien.de, dass die serielle Adaption des Romans als starbesetztes Krimidrama überzeugt. Die beiden Hauptdarstellerinnen tragen die Serie und die Chemie zwischen beiden stimmt so gut, dass sie auch ohne Worte funktionieren. Was die Serie sehenswert macht.